# Кейп-Вінсент (Нью-Йорк)
Кейп-Вінсент (англ. Cape Vincent) — місто (англ. town) в США, в окрузі Джефферсон штату Нью-Йорк. Населення — 2765 осіб (2020).

## Демографія
Згідно з переписом 2010 року, у місті мешкало 2777 осіб у 878 домогосподарствах у складі 567 родин. Було 2712 помешкання
Расовий склад населення:
| - 77,0 % — білих - 17,3 % — чорних або афроамериканців - 0,2 % — корінних американців - 0,2 % — азіатів - 0,1 % — вихідців з тихоокеанських островів - 4,6 % — осіб інших рас |

До двох чи більше рас належало 0,7 %. Частка іспаномовних становила 8,9 % від усіх жителів.
За віковим діапазоном населення розподілялося таким чином: 13,2 % — особи молодші 18 років, 71,6 % — особи у віці 18—64 років, 15,2 % — особи у віці 65 років та старші. Медіана віку мешканця становила 41,8 року. На 100 осіб жіночої статі у місті припадало 177,1 чоловіків;  на 100 жінок у віці від 18 років та старших — 196,9 чоловіків також старших 18 років.
Середній дохід на одне домашнє господарство  становив 66 720 доларів США (медіана — 54 612), а середній дохід на одну сім'ю — 77 905 доларів (медіана — 62 857). Медіана доходів становила 41 172 долари для чоловіків та 34 583 долари для жінок. За межею бідності перебувало 10,1 % осіб, у тому числі 13,4 % дітей у віці до 18 років та 3,9 % осіб у віці 65 років та старших.
Цивільне працевлаштоване населення становило 867 осіб. Основні галузі зайнятості: освіта, охорона здоров'я та соціальна допомога — 23,9 %, роздрібна торгівля — 12,0 %, публічна адміністрація — 11,3 %.